# Mafalda Favero
Mafalda Favero (Portomaggiore, Ferrara, 5 de gener de 1905 - Milà, 3 de setembre de 1981) va ser una soprano italiana.
Va estudiar a Bolonya, on va atreure l'atenció del compositor Franco Alfano. Cantà a Cremona i Parma i debutà a La Scala com a Eva en Els mestres cantaires de Nuremberg, dirigida per Arturo Toscanini, el 1929. Fins a 1950 va cantar a La Scala amb debuts al Covent Garden el 1937 i 1939, i el (Metropolitan Opera (La bohème) i l'Òpera de San Francisco en 1938.
En el seu repertori va incloure moltes obres contemporànies d'Alfano, Pietro Mascagni, Riccardo Zandonai i Ermanno Wolf-Ferrari. Famosa com a Madama Butterfly, en retirar-se va comentar que l'esforç per cantar-la havia escurçat la seva carrera.
Va registrar Manon de Massenet el 1947 i Mefistofele, de Boito, el 1929.